# Opisthograptis extincta
Opisthograptis extincta là một loài bướm đêm trong họ Geometridae.